# Bulajevo
Bulajevo (ryska: Булаево) är en ort i Kazakstan.   Den ligger i oblystet Nordkazakstan, i den norra delen av landet, 400 km norr om huvudstaden Astana. Bulajevo ligger 132 meter över havet och antalet invånare är 9 886.
Terrängen runt Bulajevo är mycket platt. Runt Bulajevo är det glesbefolkat, med 8 invånare per kvadratkilometer. Det finns inga andra samhällen i närheten. Trakten runt Bulajevo består till största delen av jordbruksmark.